# La ventana de Orfeo
La ventana de Orfeo (オルフェウスの窓 Orufeusu no Mado?), también conocida como Orpheus no Mado o Das Fenster von Orpheus, es un manga de romance histórico de Riyoko Ikeda. Fue publicada por Shūeisha en la revista Margaret desde 1975 hasta 1981, y recopilada en 18 volúmenes tankōbon. La serie toma lugar en Alemania, Austria y Rusia con la historia de la Revolución rusa como telón de fondo. En España ha sido publicada por la editorial EDT/Glénat.

## Historia
La historia comienza en Regensburg, Alemania, en 1903. En el Conservatorio de Música Sankt Sebastian existe la leyenda de que si alguien mira a una mujer a través de una ventana de la torre de la escuela conocida como la ventana de Orfeo, se enamorará perdidamente de ella, pero al igual que en la historia de Orfeo y Eurídice, su amor estará condenado a acabar en tragedia.
Dos estudiantes, Klaus e Isaac, se encuentran un día frente a esta legendaria ventana desde donde ven a un nuevo estudiante en el instituto; Julius. Pero Julius no es un varón sino una chica obligada a hacerse pasar por hombre con el fin de heredar la fortuna de su padre. A partir de ese instante, los destinos de Klaus, Isaac y Julius volverán a cruzarse más de una vez.

## Temas
Oscar (protagonista de La rosa de Versalles) y Julius son mujeres cuyas familias las han forzado a desempeñar el papel de un hombre, pero mientras la identidad femenina de Oscar se conoce, Julius vivirá dramáticamente su secreto de ser una chica. Asimismo, Oscar aprueba el haber sido criada como un varón, mientras que Julius se atrae completamente por su lado femenino que se evidencia más con su intenso amor por Klaus. En la parte inicial es notable el retrato muy detallado de la alta sociedad de la Baviera post-bismarckiana, caracterizada por una burguesía empresarial; el amor por la música, del cual Ikeda es capaz de dar una descripción verdaderamente impresionante; además de la miseria y la dignidad de las clases más pobres, excluidas de la brillante opulencia y de las artes.

## Personajes principales

#### Julius Leonhard von Ahrensmeyer
(Japonés: ユリウス・レオンハルト・フォン・アーレンスマイヤ Hepburn: Yuriusu Reonharuto fon Ārensumaiya)
Una chica obligada a vestirse y actuar como un hombre por su madre, para lograr obtener la herencia paterna. Ella estudia piano en el Sankt Sebastian. En "La ventana de Orfeo", se encuentra con Isaak primero y con Klaus poco después. Los sucesos ocurridos desde su desafortunado nacimiento, como el cargo de conciencia tras cometer un crimen, la volverán mentalmente inestable. Siguiendo a Klaus, partirá a Rusia.

#### Alexei Mikhailov (Klaus Friedrich Sommerschmitt)
(Japonés: アレクセイ・ミハイロフ（クラウス・フリードリヒ・ゾンマーシュミット) Hepburn: Arekusei Mihairofu [Kurausu Furīdorihi Zonmāshumitto])
Un genio del violín. Estudiante sénior del Sankt Sebastian. Aunque miembro de la aristocrática familia rusa Mikhailov, tras la muerte de su hermano (un activista revolucionario) huye de su tierra natal. En Alemania ocultando su verdadera identidad, se enamora de Julius, aunque la abandona y regresa a Rusia para entregar su vida a la causa de la Revolución. Su devoción por su patria le hará descuidar a Julius tras su reencuentro, con graves consecuencias.

#### Isaac Gotthelf Weisheit
(Japonés: イザーク・ゴットヒルフ・ヴァイスハイト Hepburn: Izāku Gottohirufu Vaisuhaito)
Un genio del piano. De origen humilde, gracias a su talento es transferido a la escuela de música Sankt Sebastian como becado. Es el primero en mirar a Julius desde "La ventana de Orfeo". La vida de Isaac girará en torno a sus amores, sus desilusiones y el difícil camino que eligió como pianista.

#### María Bárbara von Ahrensmeyer
(Japonés: マリア・バルバラ・フォン・アーレンスマイヤ Hepburn: 
Maria Barubara fon Ārensumaiya)
María es la hermanastra mayor del primer matrimonio del padre de Julius ,enamorada de profesor Wirklich, queda destrozada después de su muerte.

#### Annelotte von Ahrensmeyer
(Japonés: アネロッテ・フォン・アーレンスマイヤ Hepburn: 
Annerotte fon Ārensumaiya)

#### David Lassen
(Japonés: ダーヴィト・ラッセン Hepburn: 
Dāvuito Rassen)
David es el compañero de violín de Klaus y en más de una ocasión ha tocado con Julius, de la que esta perdidamente enamorado. Después va a intentar abrirse camino a la fama en Viena pero fracasa, por lo que vuelve a Alemania y se casa con María Bárbara

#### Friederike Weisheit
(Japonés: フリデリーケ・ヴァイスハイト Hepburn: 
Furiderīke Vaisuhaito)

#### Moritz Kaspar von Kippenberg
(Japonés: モーリッツ・カスパール・フォン・キッペンベルク Hepburn: 
Mōrittsu Kasupāru fon Kippenberuku)

#### Catalina von Brenner
(Japonés: カタリーナ・フォン・ブレンネル Hepburn: 
Katarīna fon Burenneru)

#### Roberta Braun
(Japonés: ロベルタ・ブラウン Hepburn: 
Roberuta Buraun)
Roberta conoce a Isaac en el bar donde este tocaba el piano y ella trabajaba allí como camarera, enamorándose de él nada más verlo. Poco después su padre la vende (sexualmente) a cambio de alcohol, y también vende a su hermano pequeño (aunque se desconoce a quién y para qué). Poco después su padre muere por alcoholismo y ella se fuga a Viena tras la pista de Isaac: como no tiene dinero se convierte en prostituta y cada semana le deja un ramo de rosas a Isaac (que desconoce quién se las envía). En 1912 Roberta se queda embarazada: ve a Isaac hablando con Anastasia Kulikovskaya así que decide seguirla y recoge una nota de ella en su lugar de trabajo un cliente ve la nota y decide acusarla de espionaje (la nota contenía planes de la revolución rusa), al final Anastasia va a los tribunales y se declara culpable. Roberta es llevada a un hospital de monjas donde la ponen a trabajar hasta que se ponga de parto y la lleven a Alemania de vuelta: entonces Isaak va a visitarla y decide casarse con ella para que no se la lleven de vuelta, poco antes de la boda sufre un aborto involuntario. Una vez casados son felices, pero Roberta sigue sin acostumbrarse: apuesta mucho, se da aires de grandeza y hace bromas pesadas, invita a bailes a sus antiguas compañeras de trabajo y cosas así. En 1914 cuando estalla la guerra mundial Isaac va al frente para luchar: cuatro años después vuelve, pero sufre un problema en las manos y no puede tocar el piano. Ambos deciden publicar un libro con las partituras de Isaak, cada uno por su cuenta, por lo que las editoriales les demandan. Roberta se queda embarazada de Isaac, pero pasan tanta hambre que vuelve al negocio de la prostitución. Al enterarse de esto Isaac la deja (Isaac desconocía el embarazo de Roberta): nueve meses después una amiga de Roberta avisa a Isaac de que ha dado a luz. Isaac va a visitarla: había tenido un hijo, pero en cuanto Isaac la abraza muere.

#### Alraune von Egenolf
(Japonés: アルラウネ・フォン・エーゲノルフ Hepburn: 
Aruraune fon Ēgenorufu)
Prometida de Dmitri, el hermano mayor de Klaus,(Alexei), después de que Dmitri muera, educa a Klaus con ideas revolucionarias, que ella y Dmitri compartían, cuando Alexei (Klaus) se separa de ella para vivir su vida ella le intenta seguir y muere en un atentado provocado por  revolucionarios.

#### Anastasia Kulikovskaya
(Japonés: アナスタシア・クリコフスカヤ Hepburn: Anasutashia Kurikofusukaya)
Enamorada de Alexei (Klaus) desde su infancia, tiene un talento extraordinario para el violín. Se casa por obligación con el conde Alexander Strakhov, que resulta ser el culpable de la persecución de Alexei (Klaus) y la muerte del hermano de este.
Poco antes de que el conde Alexander sea asesinado por Mikhail (un revolucionario), Anastasia se une a sus compatriotas revolucionarios bajo la tapadera de una gira por Europa, pero la descubren y es enviada a prisión.

#### LeonidYusúpov
(Japonés: レオニード・ユスーポフ Hepburn: 
Reonīdo Yusūpofu)

#### Vera Yusúpova
(Japonés: ヴェーラ・ユスーポフ Hepburn: 
Vēra Yusūpofu)

## Personajes secundarios

### Parte 1: Regensburg, Alemania
- Renate von Ahrensmeyer (レナーテ・フォン・アーレンスマイヤ) La madre de Julius y actual señora Ahrensmeyer. Cuando era amante, conoció a Wirklich en la "ventana" y se enamoró.
- Gertrud Plank (ゲルトルート・プランク)
- Jacob Schneberdingen (ヤーコプ・シュネーバーディンゲン) Sirviente leal de Annelotte. Es en realidad el hijo del mayordomo de la familia Behringer.
- Gerhard Jahn (ゲルハルト・ヤーン) El doctor Jahn es el médico privado de Julius, el único que sabe que es mujer (aparte de la propia Julius y su madre). Ansía casarse con la madre de Julius y hacerse con la fortuna de los Aseimer: una noche intenta aprovecharse de la madre de Julius, y la propia Julius coge un abrecartas y lo mata.
- Hermann Wirklich (ヘルマン・ヴィルクリヒ)
- Heinz Frensdorf (ハインツ・フレンスドルフ)
- Bettina Hansemann (ベッティーナ・ハンゼマン)
- Oficial de la policía estatal (国家警察の男)

### Parte 2: Viena, Austria
- Reinhard von Emmerich (ラインハルト・フォン・エンマーリッヒ)
- Amalie Schönberg (アマーリエ・シェーンベルク)
- Ingrid von Seidelhofer (イングリット・フォン・ザイデルホーファー)
- Clara von Seidelhofer (クララ・フォン・ザイデルホーファー)
- Malwida von Seidelhofer (マルヴィーダ・フォン・ザイデルホーファー)
- Wilhelm Backhaus (ヴィルヘルム・バックハウス)

### Parte 3: San Petersburgo, Rusia
- Dmitri Mikhailov (ドミートリィ・ミハイロフ)
- Vasilisa Mikhailova (Sra. Mikhailova) - (ヴァシリーサ・ミハイロヴァ [ミハイロヴァ夫人])
- Lyudmil Yusúpov (リュドミール・ユスーポフ)
- Sergéi Rostovsky (セルゲイ・ロストフスキー)
- Adele (アデール)
- Antonina Kulikovskaya (アントニーナ・クリコフスカヤ)
- Alexander Strakhov (アレクサンドル・ストラーホフ)
- Ustinov (ウスチノフ)
- Shura (シューラ)
- Fiódor Zubovsky (フョードル・ズボフスキー)
- Galina (ガリーナ)
- Mikhail Karnakov (ミハイル・カルナコフ)
- Yuri Pleshkov (ユーリィ・プレシコフ)

### Epílogo
- Jubel Weisheit (ユーベル・ヴァイスハイト)                        Jubel es el hijo de Roberta e Isaak.

## Otros personajes

### Parte 1: Regensburg, Alemania
| Nombre                           | Escritura en japonés                   | Descripción                                                                            |
| -------------------------------- | -------------------------------------- | -------------------------------------------------------------------------------------- |
| Alfred von Ahrensmeyer           | アルフレート・フォン・アーレンスマイヤ | Padre de Julius.                                                                       |
| Frau Netke y Frau Steckel        | ネトケ夫人, シュテッケル夫人           | Unas aristócratas invitadas por Maria Barbara.                                         |
| Mayordomo de la casa Ahrensmeyer | アーレンスマイヤ家の執事               | Sirviente principal de los Ahrensmeyer, reconocible por su espesa barba negra.         |
| Ralf                             | ラルフ                                 | Amigo de Moritz.                                                                       |
| Frau Kippenberg                  | キッペンベルク夫人                     | Madre de Moritz.                                                                       |
| Frau Brenner                     | ブレンネル夫人                         | Madre de Catalina.                                                                     |
| Herr y Frau Weisheit             | ヴァイスハイト夫妻                     | Padres de Isaac.                                                                       |
| Marthe                           | マルト                                 | Prima de Moritz y amiga de Catalina.                                                   |
| Blax                             | ブラックス                             | Un perro dachshund, mascota del director Frensdorf.                                    |
| Rosenhonig                       | ローゼンホーニヒ                       | Director de la orquesta de Regensburg.                                                 |
| Hans Braun                       | ハンス・ブラウン                       | Hermano menor de Roberta.                                                              |
| Elise                            | エリーゼ                               | Una mujer que critica a Annelotte durante una fiesta celebrada en la casa de la ópera. |
| Joachim Schwartzkoppen           | ヨアヒム・シュワルツコッペン           | Hermano mayor de Annelotte. Muere a manos de Frensdorf.                                |
| Dr. Sedan                        | セダン先生                             |                                                                                        |
| Derwald                          | デアヴァルト                           |                                                                                        |
| Andreevich                       | アンドレーヴィチ                       |                                                                                        |
| Difunta Frau Ahrensmeyer         | 前アーレンスマイヤ夫人                 |                                                                                        |
| Eleonore von Behringer           | エレオノーレ・フォン・ベーリンガー     |                                                                                        |
| Theodor von Behringer            | テオドール・フォン・ベーリンガー       |                                                                                        |
| Bernhard Scholz                  | ベルンハルト・ショルツ                 |                                                                                        |

### Parte 2: Viena, Austria
| Nombre                                                    | Escritura en japonés                                | Descripción                  |
| --------------------------------------------------------- | --------------------------------------------------- | ---------------------------- |
| Ilse Kraft (Frau Kraft)                                   | イルゼ・クラフト (クラフト夫人)                     |                              |
| Profesor Schönberg                                        | シェーンベルク教授                                  |                              |
| Frau Schönberg                                            | シェーンベルク夫人                                  |                              |
| Herr Seidelhofer                                          | ザイデルホーファー氏                                |                              |
| Flora von Emmerich                                        | フローラ・フォン・エンマーリッヒ                    |                              |
| Wolfgang von Emmerich (Wolfi)                             | ヴォルフガング・フォン・エンマーリッヒ (ヴォルフィ) |                              |
| Franz von Hellwig                                         | フランツ・フォン・ヘルヴィック                      |                              |
| Anton Schreiber                                           | アントン・シュライバー                              |                              |
| Thomas von Kinsky                                         | トーマス・フォン・キンスキー                        |                              |
| Kith von Kinsky                                           | キース・フォン・キンスキー                          |                              |
| Joseph von Hassler                                        | ヨーゼフ・フォン・ハスラー                          |                              |
| Elvira Meyer                                              | エルヴィラ・マイヤー                                |                              |
| Evgeni                                                    | ユージン                                            |                              |
| Sabine                                                    | ザビーネ                                            |                              |
| Archiduque Francisco Fernando (Erzherzog Franz Ferdinand) | フランツ・フェルディナント大公                      |                              |
| Duquesa Sofía (Herzogin Sophie)                           | ゾフィー皇太子妃                                    | Princesa heredera de Austria |
| Benjamin                                                  | ベンヤミン                                          |                              |
| Gert                                                      | ゲルト                                              |                              |
| Bergson                                                   | ベルグソン                                          |                              |
| Mayor Gray                                                | グレイ少佐                                          |                              |

### Parte 3: San Petersburgo, Rusia
| Nombre                  | Escritura en japonés            | Descripción      |
| ----------------------- | ------------------------------- | ---------------- |
| Mariya Yurovskaya       | マリア・ユロフスカヤ            |                  |
| Oblómov                 | オブローモフ                    |                  |
| Okunev                  | オークネフ                      |                  |
| Profesor Egenolf        | エーゲノルフ教授                |                  |
| Anton Ivanov            | アントン・イワノフ              |                  |
| Chuikov                 | チュイコフ                      |                  |
| Lev                     | レフ                            |                  |
| Anatoli                 | アナトーリ                      |                  |
| Sr. y sra. Kulikovsky   | クリコフスキー夫妻              |                  |
| Mravinsky               | ムラビンスキー                  |                  |
| Efrem (Georgi Bazarov)  | エフレム (ゲオルギー・バザロフ) |                  |
| Rasputín                | ラスプーチン                    |                  |
| Kerensky                | ケレンスキー                    |                  |
| Nicolás II (Nikolái II) | ニコライ2世                     |                  |
| Alexandra Fiódorovna    | アレクサンドラ・フョードロヴナ  |                  |
| Konstantín              | コンスタンチン                  | Amante de Adele. |
| General Ivanenkov       | イワネンコフ少将                |                  |
| Madam Corfú             | マダム・コルフ                  |                  |
| Kornílov                | コルニロフ                      |                  |
| Lenin                   | レーニン                        |                  |

### Epílogo
| Nombre     | Escritura en japonés | Descripción |
| ---------- | -------------------- | ----------- |
| Frau Glenn | グレン夫人           |             |

## Gaiden

### Collage
- Título original: Collage (コラージュ, Korāju)
- Guion y dibujos: Riyoko Ikeda
- Revista de serialización: Monthly Seventeen
- Volúmenes: 1 (concluso)
- Año de publicación: 1978

##### Personajes principales
| Nombre                       | Escritura en japonés                            | Descripción |
| ---------------------------- | ----------------------------------------------- | ----------- |
| Marabelle Macaulay           | マラベル・マコーレイ                            |             |
| Wolf (Wolfgang von Emmerich) | ウルフ (ヴォルフガング・フォン・エンマーリッヒ) |             |
| Dolly Stafford               | ドリィ・スタッフォード                          |             |
| Christopher Macaulay         | クリストファー・マコーレイ                      |             |
| Claire von Emmerich          | クレア・フォン・エンマーリッヒ                  |             |

### Historia extra de La ventana de Orfeo
- Título original: Orpheus no Mado Gaiden (オルフェウスの窓 外伝 , Orufeusu no Mado Gaiden)
- Guion: Riyoko Ikeda
- Dibujos: Erika Miyamoto
- Volúmenes: 1 (concluso)
- Revista de serialización: You
- Año de publicación: 1999

##### Personajes principales
| Nombre                           | Escritura en japonés                              | Descripción |
| -------------------------------- | ------------------------------------------------- | ----------- |
| Kiesel Jaeger (Kith von Kinsky)  | キーゼル・イエーガー (キース・フォン・キンスキー) |             |
| Mathias Jaeger (Anton Schreiber) | マチアス・イエーガー (アントン・シュライバー)     |             |
| Helmut von Höflich               | ヘルムート・フォン・ヘフリッヒ                    |             |
| Violetta von Höflich             | ヴィオレッタ・フォン・ヘフリッヒ                  |             |
| Fûrie von Kinsky                 | フーリエ・フォン・キンスキー                      |             |
| Helga                            | ヘルガ                                            |             |

##### Personajes de apoyo
| Nombre                       | Descripción |
| ---------------------------- | ----------- |
| Clara von Seidelhofer        |             |
| Isaak Gotthelf Weisheit      |             |
| Moritz Kaspar von Kippenberg |             |

## Cronología
- 1869: • Nacen Jacob Schneberdingen y Hermann Wirklich (Ernst von Behringer).                        *1870: •Nace Renate;la madre de Julius
- 1874: • La familia Behringer es asesinada, pero el hijo del mayordomo; Jacob, y Hermann huyen.
- 1875: • Nace Maria Barbara von Ahrensmeyer; la hermana mayor de Julius.
- 1879: • Nace el hermano de Alexei; Dmitri Mikhailov. (*)
- 1882: • Nace Alraune von Egenolf.
- 1883: • Nace la segunda hermana de Julius; Annelotte von Ahrensmeyer.
- 1885: • David Lassen, quien cursaba octavo grado cuando Klaus estaba en séptimo, debería nacer en este año.
- Mayo de 1886: • Nace Alexei Mikhailov. (*)
- 23 de marzo de 1887: • Nace el modelo para el marqués Leonid Yusúpov; el príncipe Félix Yusúpov. Él sería quien más tarde asesinaría a Rasputín en su palacio neoclásico a orillas del río Moika, también conocido como el palacio Moika o palacio Yúsupov. (*)
- 1887: • Renate; madre de Julius, conoce a Hermann Wirklich en la ventana de Orfeo. Maria Barbara tenía entonces doce años.
- 1888: • Nace Isaak Gotthelf Weisheit. • Nace Julius Leonhard von Ahrensmeyer
- 1892: • La madre de Alexei fallece, y él es adoptado por la cocinera. (*)
- Primavera de 1893: (principios de marzo a finales de mayo) • Alexei, de 6 años se muda a vivir con su abuela. (*)
- Mayo de 1893: • Séptimo cumpleaños de Alexei. (*)
- 1895 • Dmitri y Alexei hacen un juramento. (*)
- 1900: • Dmitri es ejecutado. • Alexei que tenía entonces 14 años huye a Regensburg e ingresa al Sankt Sebastian bajo el seudónimo de Klaus. (*)
- Octubre de 1903: • Isaak ve a Julius desde la ventana de Orfeo. Alexei ve a Julius desde la ventana de Orfeo. Julius tenía entonces 15 años. Hermann Wirklich tenía entonces 34 años.
- Invierno de 1903 (finales de diciembre) • Julius asesina al falso doctor Jahn.
- 1904: • Estalla la guerra ruso-japonesa. • "Los nibelungos" es representado durante el carnaval de Regensburg, con Julius como Krimilda.
- Primavera de 1904  • El padre de Julius; Alfred von Ahrensmeyer, muere.
- Pascua de 1904: • Isaak toca con la orquesta de Regensburg en un parque con un monumento a Kepler. Isaak tenía entonces dieciséis años.
- Julio de 1904: • Maria Barbara comienza una investigación sobre Jacob.
- Otoño de 1904 (finales de septiembre a finales de diciembre): • Alexei abandona Regensburg,
- Invierno de 1904 (finales de diciembre): • Muere Gertrude. Annelotte tenía entonces 22 años. Maria Barbara tenía entonces 29 años.
- Enero a febrero de 1905: • Renate y Hermann caen desde la ventana de Orfeo y mueren. - Friederike muere. - Sucede la masacre del Domingo Sangriento (nota: 22 de enero en el calendario gregoriano, 9 de enero en el juliano). • Maria Barbara es herida en un accidente de coche . • Annelotte asiste a una fiesta de la ópera de Regensburg. • El director Frensdorf se suicida.
- Marzo de 1905: - Julius abandona Regensburg tras la muerte de Annelotte. Julius tenía dieciséis años en aquel entonces.
- 25 de febrero de 1905: • Julius llega a San Petersburgo (nota: 10 de marzo según el calendario gregoriano). En el día de su llegada, recibe un disparo durante un motín en las afueras de la estación de tren y es llevada a la mansión del marqués Yusúpov. (*)
- Octubre de 1905: • Revolución rusa de 1905. • Julius y Alexei se topan en un edificio de San Petersburgo. Alexei se despide y Julius pierde la memoria tras caerse del balcón de un edificio. • Leonid se enamora de Julius. (*)
- Diciembre de 1905: - Muere Alraune von Egenolf. • Alexei es capturado por Leonid y exiliado a Siberia.  (*)
- 1906: • El zar Nicolás II se ve obligado por primera vez a convocar la Duma o Parlamento . (*)
- 1912: • Alexei escapa de Siberia. - Una interpretación del "Emperador" de Beethoven por Isaak se emite en la radio (nota: La transmisiones de radio no estuvieron disponibles hasta 1920), y Julius comienza a recordar su pasado. • Leonid es informado que Alexei ha muerto. Leonid le dice la verdad a Julius, le expresa su amor y pretende enviarla de regreso a Regensburg. - Anastasía Kulikóvskaia es deportada a Siberia. - Alexei finalmente se reúne con Julius. (*)
- 1913: • Suicidio de Mikhail y Antonina. •  Muere Galina. • Luna de miel de Alexei y Julius (*)
- 28 de junio de 1914 en adelante: • Asesinato del archiduque de Austria, Francisco Fernando y su esposa Sofía en Saravejo por un joven estudiante serbio. • Isaak participa en la Primera Guerra Mundial.
- 1916: • Leonid se encuentra con Julius en una calle y le dice que se marche de Rusia con Alexei antes de febrero de 1917. (*)
- 17 de diciembre de 1916: • Leonid (el histórico Félix Yúsupov) asesina a Rasputín. (*)
- Febrero de 1917: • Julius se desmaya y se descubre que está embarazada. - Alexei se muda con Julius a vivir con su abuela en la mansión Mikhailov - Revolución de febrero. (*)
- 2 de marzo de 1917: - El zar Nicolás II abdica. (*)
- Junio de 1917: • Último abrazo de Alexei y Julius. (*)
- Julio de 1917: • Muere la señora Mikhailova. Julius es trasladada por el subordinado de Leonid;  Serguéi Rostovski, de la mansión Mikhailov a una residencia segura (*).
- Agosto de 1917: • Alexei es asesinado en una emboscada. • Se produce un aborto involuntario de Julius y pierde la memoria. • Julius y Vera, huyen de San Petersburgo. • Leonid se suicida, Serguéi también. (*)
- Octubre de 1917: • Revolución de Octubre. (*)
- Diciembre de 1917: • Guerra civil entre bolcheviques; el Ejército Rojo, y contrarrevolucionarios; el Ejército Blanco.
- Noviembre de 1918: • Isaak regresa a Viena tras acabar la Primera Guerra Mundial.
- 1919: • Roberta da a luz a Jubel, el hijo de Isaak, y muere. - Isaak se reencuentra con Julius en Regensburg.
- 1923: • Julius recupera la memoria y es asesinada por Jacob en Berlín a la edad de 35 años. Al final de la historia, Maria Barbara tenía 48 años. David tenía entonces 38 años. Isaak tenía entonces 35 años.

Nota: Las descripciones de hechos que al final llevan un asterico entre comillas, indican que se rigen bajo el calendario juliano, que se adelantaba x días al gregoriano. Este antiguo calendario estuvo vigente de ..... hasta la Revolución de Octubre.

## Musical
En 1983, así como sucedió con La Rosa de Versalles, también La ventana de Orfeo tuvo una adaptación teatral para el Takarazuka, enfocada en el personaje de Isaak y titulada Orpheus no Mado: Isaak Hen (オルフェウスの窓-イザーク編 lit. La Ventana de Orfeo: La historia de Isaak)

## Otro
Con motivo del 30 aniversario del comienzo de la serie, Shueisha publicó una enciclopedia de La Ventana de Orfeo (オルフェウスの窓大事典) en 2005, escrito por Ikeda.

## Recepción
En 1980 con esta obra, la Asociación de Dibujantes Japoneses le concede a Riyoko Ikeda el noveno Premio a la Excelencia.